# Варлаам Хутынский
Варлаа́м Ху́тынский (в миру Алекса Михайлович (Михалевич); XII век, Великий Новгород — 6 [13] ноября 1192) — основатель и игумен Спасо-Преображенского Хутынского монастыря. Причислен православной церковью к лику преподобных.

## Жизнеописание
Родился в богатой и знатной новгородской семье Михаила и Анны. Юношей постригся в Лисичьем монастыре, а затем стал отшельничать на холме Хутынь (худынь, худое место) у реки Волхов в десяти верстах от Новгорода. В 1192 году построил каменную церковь Спаса Преображения в Хутыни, основал монастырь и стал его игуменом.
Сохранилась данная (вкладная) грамота Варлаама Хутынского, написанная на пергаменте и являющаяся самым древним русским актом, дошедшим до нас в подлиннике. По данной грамоте Варлаам Хутынский передал основанному им монастырю пахотную землю, сенокосы и другие угодья двух принадлежавших ему сёл, в том числе и территорию, на которой находился монастырь.
Местное почитание Варлаама Хутынского в Новгороде известно с XIII века, позднее — в Москве, с 1461 года началось общероссийское почитание. Память преподобного Варлаама совершается в 1-ю пятницу Петрова поста и 6 ноября (по юлианскому календарю).
На Спасской башне Московского кремля над главными воротами висит икона «Спас Смоленский» с изображением в полный рост Спасителя и припадающими к его ногам святыми преподобными Сергием Радонежским и Варлаамом Хутынским.

## Житие Варлаама Хутынского
Житие Варлаама Хутынского — одно из популярнейших новгородских житий. Оно дошло до нас более чем в десяти редакциях, подразделяющихся на ряд вариантов и групп. Литературная история житий охватывает время с XIII по XVIII века. В этих житиях нашли широкое отражение новгородские легенды.
Искушение
Однажды принесли Преподобному свежую рыбу. Ему захотелось вкусить её, но, подавив в себе это желание, велел приготовить рыбу и положить в сосуд в келье. Три дня он провел в строгом посте и молитве. На четвёртый день Святой открыл сосуд с рыбой и, увидев там множество червей, сказал: «Варлаам, Варлаам? Всякое животное по разрушении своем обращается в тление; подобает и нам разрешиться от всякаго наслаждения брашен и пристрастия к этой жизни. Если же хочешь здесь есть сладкую пищу и пить сладкое питье, то зачем и черноризцем называешься? Ты уже отлучился от мира в пустыню, чтобы служить Творцу своему». Сказав это, он выбросил рыбу, и помысл о сладкой пище не смущал более.
Спасение осуждённого
Однажды, отправившись к архиепископу, Варлаам увидел на мосту через Волхов большую толпу народа и палача, который готовился сбросить в реку осуждённого преступника (обычная смертная казнь в древнем Новгороде). Преподобный остановил палача, и просил народ отдать ему осужденного, сказав: «Он загладит вины свои в Хутыне». Все тотчас же единодушно закричали: «Отдайте, отдайте осужденного Преподобному отцу нашему Варлааму». Через некоторое время спасённый от казни принял иночество и, пожив благочестиво в обители, скончался. Но в другом подобном же случае Варлаам поступил по-иному. Пришлось ему опять проезжать мост, когда готовились сбросить осужденного. Родственники и многие из народа, увидев Преподобного, умоляли его спасти осужденного, но он, не обращая внимания на все просьбы, велел вознице своему скорее ехать, и казнь совершилась. «Что это значит?» — говорили все между собой, — «Одного Преподобный спас от казни, хотя его и не просили об этом, а другого не захотел, несмотря на все мольбы». Ученики Св. Варлаама по возвращении в обитель просили его объяснить этот поступок. Варлаам отвечал: "Судьбы Господни — бездна многа. Господь всем хочет спасения и не хочет смерти грешника. Первый был осуждён справедливо, но после осуждения сознал свои грехи, и Господь избавил его от смерти через моё недостоинство, чтобы дать ему время раскаяться и загладить свои грехи, что он и исполнил в обители. Второй же был осуждён невинно, но Господь попустил ему умереть, чтобы впоследствии он не сделался дурным человеком; теперь же, умерев невинно, он получил от Господа венец мученический. Такова тайна судеб Божиих: «кто бо разуме ум Господень, или кто советник Ему бысть» (Рим.11: 33,34).
Улов
Монастырские рыбаки в числе множества мелкой рыбы поймали большого осетра и скрыли его, желая продать, а Преподобному принесли только мелкую рыбу. Посмотрев на них с улыбкою, Варлаам Хутынский сказал: «Вы принесли ко мне детей, куда же скрыли их мать». Смущённые этим обличением, рыбаки пали к ногам Преподобного, прося прощения.
Варлаам Хутынский и Архиепископ
Варлаам Хутынский бывал у новгородского архиепископа. При прощании Архиепископ велел ему приезжать через неделю, на что Варлаам отвечал: «если Бог благословит, я приеду к твоей святыне на санях в пяток первой недели поста Святых Апостолов Петра и Павла». Архиепископ удивился. Накануне определённого дня в ночь выпал глубокий снег, и в пятницу целый день был сильный мороз. Преподобный приехал в Новгород на санях. Видя печаль Архиепископа по случаю такой безвременной непогоды, вследствие которой могли вымерзнуть хлеба, Варлаам сказал ему: «Не печалься, Владыка, не скорбеть, а благодарить Господа нужно. Если бы Господь не послал этого снега и мороза, то был бы голод во всей стране, которым Господь хотел наказать нас за грехи наши, но по молитвам Богородицы и Святых умилосердился над нами и послал мороз, чтобы перемерли черви, подтачивавшие корни хлебов. На утро же наступит опять тепло, снег этот растает и напоит землю. По милости Господа, будет плодородие». На другой день наступило тепло. Архиепископу принесли с поля ржаных колосьев с корнями, на которых оказалось множество вымерших червей. В тот год был невиданный урожай.
Варлаам Хутынский и князь
Однажды в пустыню к Преподобному прибыл князь Ярослав. Варлаам Хутынский, благословляя его, сказал: «Будь здоров, князь, и с благородным сыном твоим». Это приветствие изумило князя, не знавшего ещё о рождении младенца. Получив вскоре радостную весть о рождении сына, он просил Преподобного быть восприемником новорожденного, на что Варлаам согласился охотно. Это было в 1190 году.
Видение хутынского пономаря Тарасия

В 1505 году преподобный Варлаам Хутынский, чьи мощи находились под спудом в Спасо-Преображенском соборе Хутынского монастыря, явился ночью пономарю Тарасию. Святой показал пономарю, что озеро Ильмень угрожает при разливе затопить город. Варлаам молил Богородицу спасти город и открыл Тарасию, что за грехи горожан они будут наказаны мором, через три года после которого последует пожар.